# Marco Koch
Marco Koch (ur. 25 stycznia 1990 w Darmstadt) – niemiecki pływak specjalizujący się w stylu klasycznym, mistrz świata (2015) i wielokrotny medalista mistrzostw Europy, były rekordzista świata.

## Kariera pływacka
W 2010 roku zdobył złoty medal na mistrzostwach Europy na basenie 25-metrowym w Eindhoven na dystansie 200 m tym stylem.
Uczestnik igrzysk olimpijskich w Londynie (2012) na 200 m żabką (13. miejsce).
Rok po igrzyskach z czasem 2:08,54 zdobył srebrny medal na mistrzostwach świata w Barcelonie płynąc w konkurencji 200 m stylem klasycznym.
W 2015 roku podczas mistrzostw świata w Kazaniu został mistrzem świata na dystansie 200 m żabką, uzyskując czas 2:07,76.
20 listopada 2016 roku na mistrzostwach Niemiec na krótkim basenie czasem 2:00,44 ustanowił nowy rekord świata w konkurencji 200 m stylem klasycznym.
Na mistrzostwach świata na krótkim basenie w Windsorze zdobył złoty medal zarówno na dystansie 100 jak i 200 m żabką. W ostatniej z tych konkurencji pobił także rekord mistrzostw świata, uzyskawszy czas 2:01,21.